# Communauté d'agglomération Les Lacs de l'Essonne
La communauté d’agglomération les Lacs de l’Essonne (CALE) est une ancienne structure intercommunale française située dans le département de l’Essonne et la région Île-de-France. 
Elle a été dissoute le 1er janvier 2016, Viry-Châtillon ayant rejoint la Communauté d'agglomération Les Portes de l'Essonne et Grigny la communauté d'agglomération Grand Paris Sud Seine Essonne Sénart.

## Historique
La communauté d’agglomération a été créée par arrêté du préfet de l'Essonne en date du 23 décembre 2003, prenant effet au 31 décembre 2003,. 
À compter du 1er janvier 2006, la communauté d’agglomération gérait la patinoire intercommunale. 
En 2010, l’intercommunalité adhérait au syndicat mixte Paris Métropole.
Le 1er janvier 2016, l'agglomération est dissoute, 
- Viry-Châtillon rejoignant la métropole du Grand Paris et l'établissement public territorial Grand-Orly Seine Bièvre
- Grigny rejoignant la communauté d'agglomération Grand Paris Sud Seine Essonne Sénart.

## Géographie

### Situation
| Type d'occupation           | Pourcentage | Superficie (en hectares) |
| --------------------------- | ----------- | ------------------------ |
| Espace urbain construit     | 67,8 %      | 755,82                   |
| Espace urbain non construit | 15,5 %      | 173,13                   |
| Espace rural                | 16,7 %      | 185,97                   |
| Source : Iaurif- MOS 2008   |             |                          |

La communauté d’agglomération Les Lacs de l’Essonne était située au centre-est du département de l’Essonne. Son altitude variait entre trente-deux mètres à Viry-Châtillon et quatre-vingt-quatre mètres à Grigny.

### Composition
La communauté d’agglomération regroupait les deux communes suivantes :
- Grigny
- Viry-Châtillon

### Démographie
Evolution démographique
| 1968 | 1975 | 1982 | 1990 | 1999   | 2006   | 2010   |
| ---- | ---- | ---- | ---- | ------ | ------ | ------ |
| -    | -    | -    | -    | 54 769 | 57 233 | 58 683 |

Pyramide des âges en 2009
| Hommes | Classe d’âge | Femmes |
| ------ | ------------ | ------ |
| 0,2    | 90 ans ou +  | 0,6    |
| 3,6    | 75 à 89 ans  | 5,6    |
| 9,4    | 60 à 74 ans  | 10,1   |
| 17,1   | 45 à 59 ans  | 16,8   |
| 23,1   | 30 à 44 ans  | 21,6   |
| 21,0   | 15 à 29 ans  | 22,0   |
| 25,7   | 0 à 14 ans   | 23,3   |

| Hommes | Classe d’âge | Femmes |
| ------ | ------------ | ------ |
| 0,3    | 90 ans ou +  | 0,8    |
| 4,4    | 75 à 89 ans  | 6,7    |
| 11,3   | 60 à 74 ans  | 11,9   |
| 19,9   | 45 à 59 ans  | 20,0   |
| 21,9   | 30 à 44 ans  | 21,4   |
| 20,6   | 15 à 29 ans  | 19,2   |
| 21,7   | 0 à 14 ans   | 20,0   |

## Organisation

### Siège
La communauté de communes avait son siège 13 rue Octave Longuet 91170 Viry-Châtillon France

### Élus
La communauté d'agglomération était administrée par son conseil communautaire, composé à compter des élections municipales et communautaires des 23 et 30 mars 2014, de  50 conseillers municipaux représentant les  communes membres, à raison de 25 pour chacune.

#### Liste des présidents
| Période    | Période       | Identité          | Étiquette | Qualité |
| ---------- | ------------- | ----------------- | --------- | --- |
| 2004       | avril 2014    | Gabriel Amard     | PG        | Maire (1995 → 2006) puis conseiller municipal de Viry-Châtillon Conseiller général de Viry-Châtillon (2001 → 2008) |
| avril 2014 | décembre 2015 | Laurent Sauerbach | UMP       | Maire adjoint de Viry-Châtillon                                                                                    |

### Compétences
La communauté d’agglomération Les Lacs de l’Essonne exerçait les compétences qui lui avaient été transférées par les communes membres dans les conditions déterminées par le code général des collectivités territoriales :   le développement économique, l’aménagement du territoire, l’équilibre social de l’habitat et la politique de la ville. 
L'intercommunalité avait également en charge les compétences optionnelles de gestion du lac de Viry-Châtillon, la gestion de la patinoire intercommunale, l’entretien de la voirie, l’aménagement et le renouvellement de l’habitat, le traitement des eaux, la collecte et le tri des ordures ménagères et le développement des transports en commun.

### Régime fiscal et budget
La communauté d'agglomération était  un établissement public de coopération intercommunale à fiscalité propre.
Afin de financer l'exercice de ses compétences, l'intercommunalité percevait, comme toutes les communatés d'agglomération, la fiscalité professionnelle unique (FPU) – qui a succédé à la taxe professionnelle unique (TPU) – et assure une péréquation de ressources.
La communauté d’agglomération disposait en 2008 d’un budget de 16 929 694 euros. La communauté d’agglomération fixe un taux de taxe professionnelle unique qui s’élevait en 2008 à 22,95 %.
| Postes                                             | 2007         | 2008         | 2009         | 2010         | 2011         |
| -------------------------------------------------- | ------------ | ------------ | ------------ | ------------ | ------------ |
| Produits de fonctionnement                         | 26 960 000 € | 27 614 000 € | 26 776 000 € | 29 419 000 € | 34 617 000 € |
| Charges de fonctionnement                          | 24 137 000 € | 27 155 000 € | 25 838 000 € | 28 386 000 € | 33 038 000 € |
| Ressources d’investissement                        | 24 461 000 € | 21 472 000 € | 16 428 000 € | 24 064 000 € | 17 875 000 € |
| Emplois d’investissement                           | 24 851 000 € | 21 204 000 € | 16 820 000 € | 22 832 000 € | 19 096 000 € |
| Dette                                              | 31 484 000 € | 37 485 000 € | 45 257 000 € | 50 356 000 € | 54 714 000 € |
| Source : Ministère de l’Économie et des Finances,. |              |              |              |              |              |

### Identité visuelle
| Logotype de la communauté d’agglomération Les Lacs de l’Essonne | La communauté d’agglomération Les Lacs de l’Essonne s’est dotée d'un logotype figurant les ondes d’un ricochet dans l’eau des lacs. |

## Pour approfondir